# Tasch Hauli

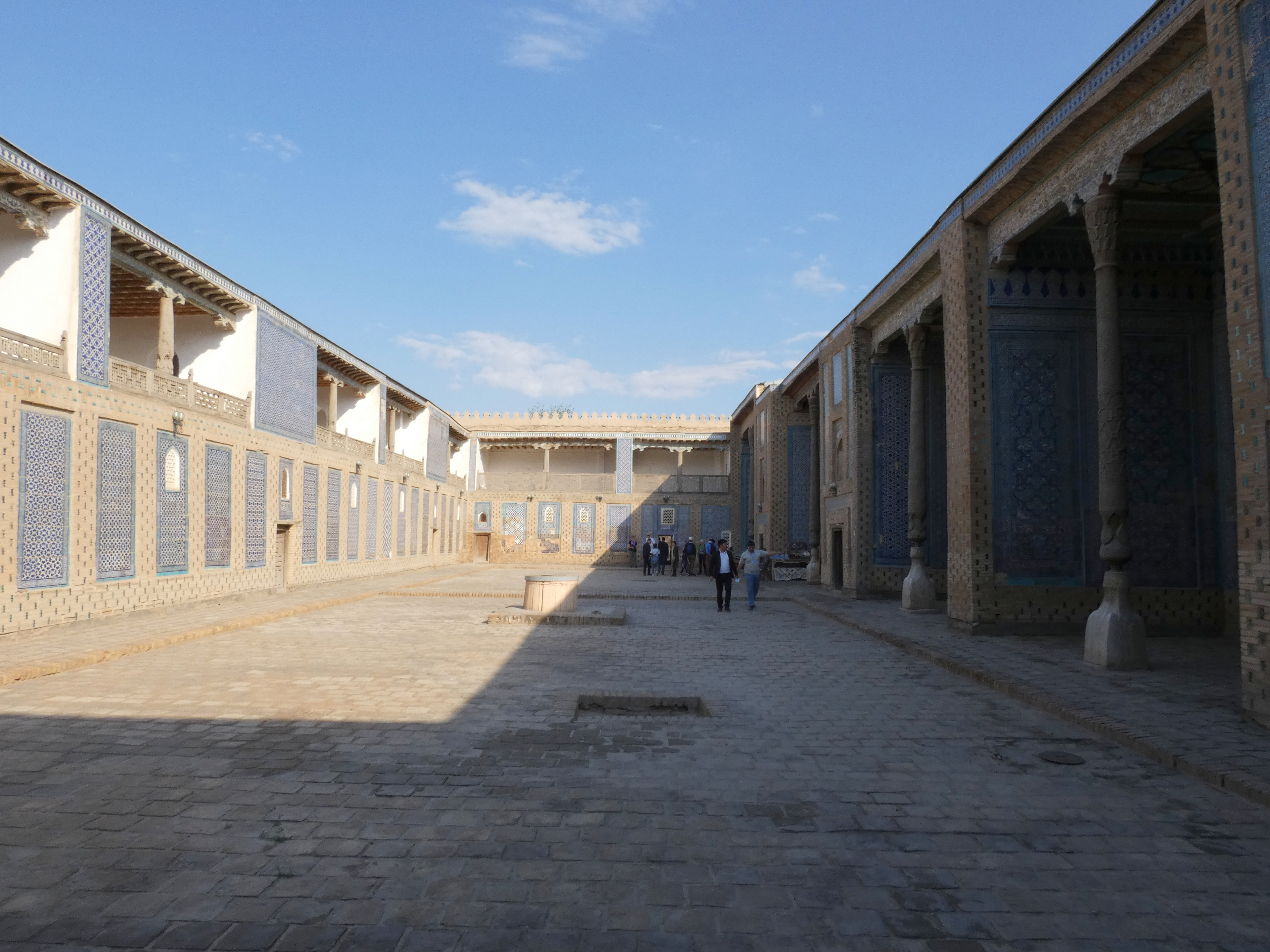
Der Haremshof in Tasch Hauli

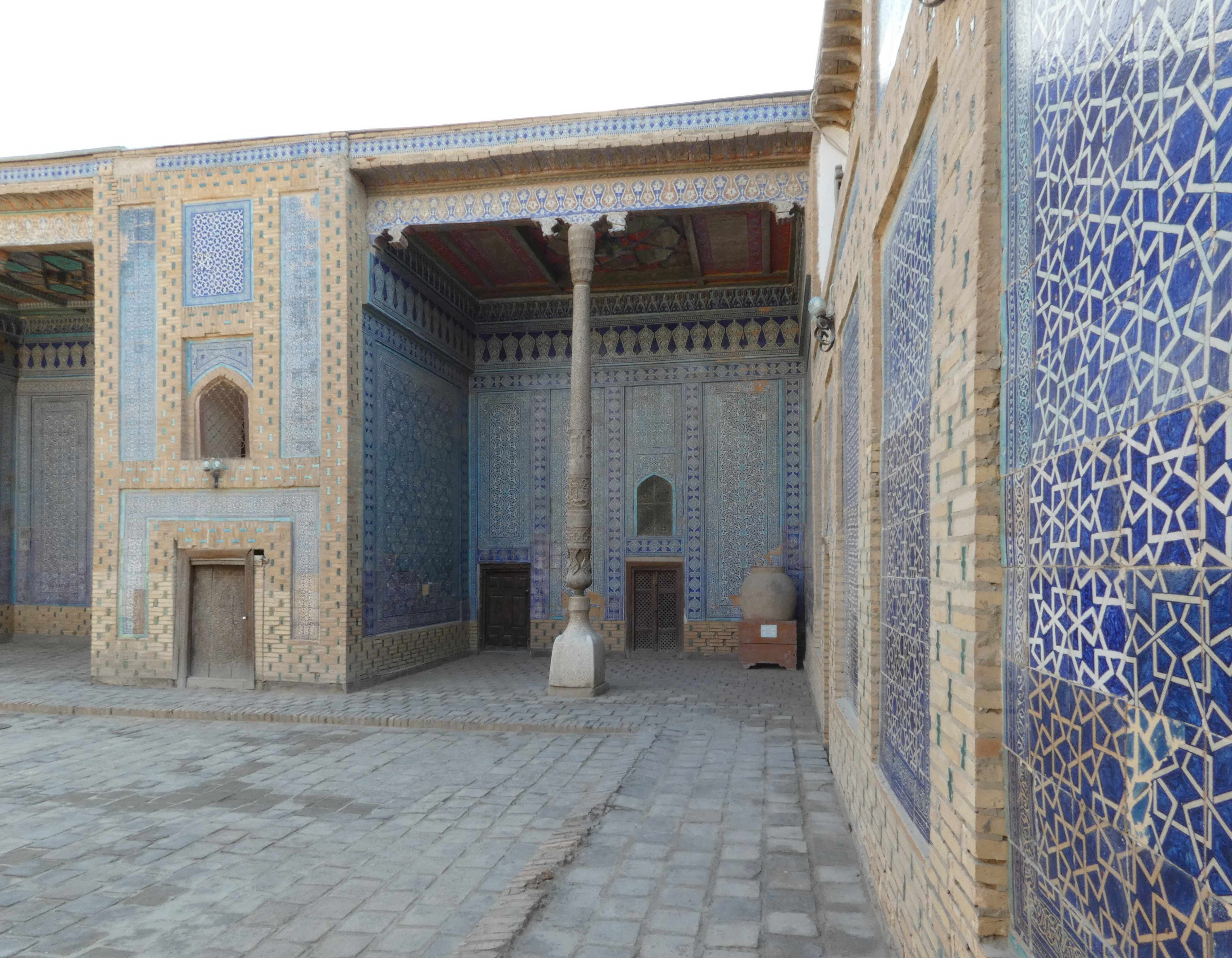
Südwestlicher Iwan des Harems

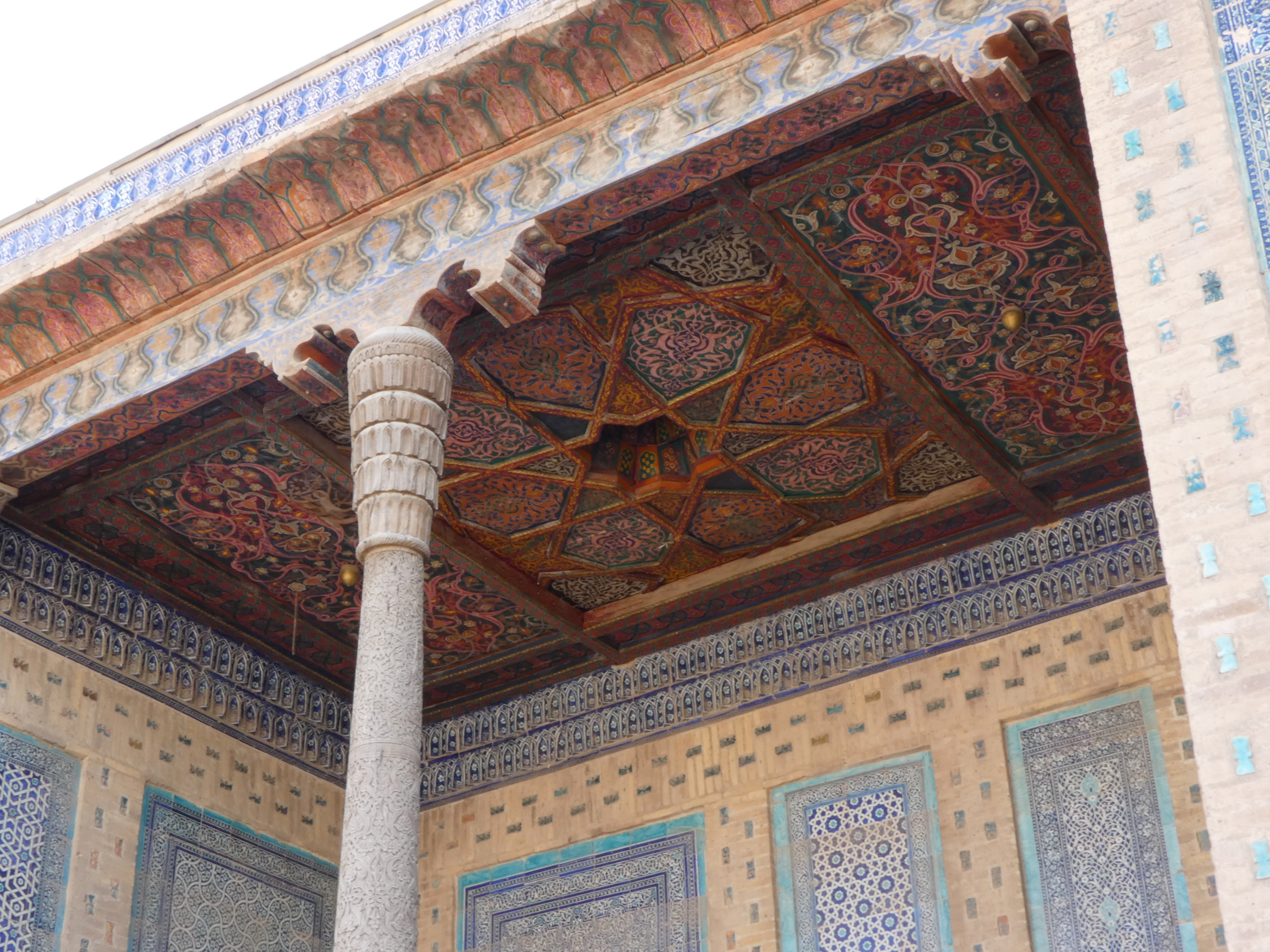
Deckendekor

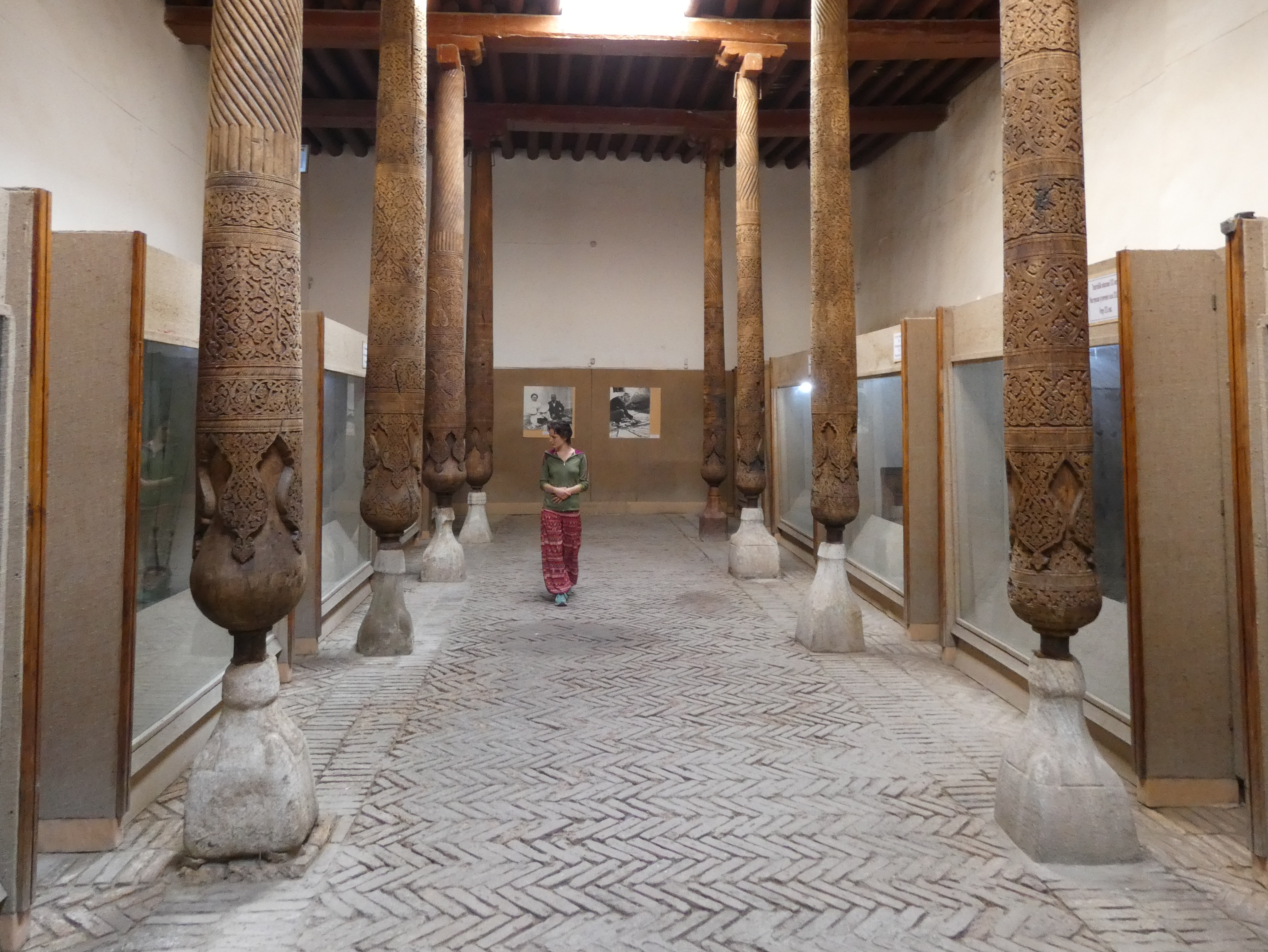
Museumsräume im Inneren

Tasch Hauli (deutsch steinerner Hof) ist ein Palast in der Usbekischen Stadt Xiva. Er wurde in der ersten Hälfte des 19. Jahrhunderts erbaut und liegt im Osten der zum UNESCO-Welterbe zählenden historischen Altstadt Ichan Qalʼаs.

## Bauwerk

### Geschichte
Unter Khan Alla Kuli, dem Herrscher des Khanats Chiwa, wurde zwischen 1830 und 1840 das städtische Zentrum in den Osten der Stadt an das Stadttor Palwan-Darwaza verlegt. Dort entstanden die Medrese Alla Kuli Khan, eine Karawanserei, und die Händlerpassage Tim neu. Ebenfalls ließ Khan Alla Kuli dort einen neuen Palast, den Tasch Hauli errichten.
Der Bau des Palastes sollte seinerzeit nachdrücklich und zügig erfolgen. So soll der Baumeister Usto Tadshi Khan, nachdem er die Weisung, den Bau in zwei Jahren abzuschließen, abschlägig beantwortete, auf Befehl Khans Alla Kuli gepfählt worden sein. Schließlich baute der Baumeister Usto Kanlandar Chivak den Tasch Hauli in einer Zeit von insgesamt neun Jahren.
Seit dem 20. Jahrhundert wird Tasch Hauli als Museum genutzt.

### Gestaltung
Der Palast erinnert in seiner Außengestaltung an eine Festung mit hohen Mauern, einer Zinnenkrone, Türmen und befestigten Toren. Andererseits folgt der Palast der architektonischen Traditionen choresmischer Häuser und Villen (Hauli) mit ihren geschlossenen Höfen, Säulen-Iwanen und Loggien.
Tasch Hauli besteht aus drei eigenständigen Teilen. In der nördlichen Hälfte befindet sich der Wohnkomplex und Harem, im Südosten der Paraderaum für den Empfang der Gäste des Khans – Ischrat Hauli, Hof des Vergnügens – und im Südwesten der Hof für sonstige Empfänge und Gerichtsverhandlungen – Arz Hauli. Zentral auf dem Hof Ischrat Hauli befindet sich eine rundliche Erhöhung, auf welcher die Filzjurte des Khans aufgebaut wurde, in welcher vornehme nomadische Gäste empfangen wurden. Die einzelnen Bereiche des Palastes sind über ein Labyrinth unbeleuchteter Korridore und Zimmer miteinander verbunden.
Herausragend ist das Dekor Tasch Haulis. So finden sich im Palast komplizierte ornamentale Bearbeitungen geschnitzter Pfeiler und Türen, farbig gemusterte Deckenmalereien, Wandverkleidungen mit Keramikfliesen mit Majoliken. Teile der Flecht- und Pflanzenornamente weisen Kartuschen auf, in denen der Name des ausführenden Meisters Dschinn Abdullah vermerkt ist.

### Harem
Der Harem Tasch Haulis ist durch einen Korridor vom offiziellen Teil abgetrennt. Er hat einen eigenen Hof. Den südlichen Teil des herrschaftlichen Hauses nehmen fünf Haupträume ein. Diese verfügen jeweils über einen Iwan, ein Wohnzimmer und einen Nebenraum. Die südöstlichen Gemächer wurden durch Khan Alla Kuli belegt. Die weiteren vier gehörten seinen gesetzlichen Ehefrauen. In den zweigeschossigen Räumen an den Seiten des Innenhofs lebten Konkubinen, Verwandte und Diener. Auf dem Hof befand sich der Platz für die Jurte und ein bedeckter Brunnen. Der Harem ist auffällig mit Dekor verziert. So sind die zum Hof offenen Iwane mit sich wiederholenden ornamentalen Mustern verziert. Die Majoliken haben die traditionelle blaue Farbe, Decken sind mit Farben in warmen rot-braunen Tönen bemalt. Die Fenster sind mit kupfernen, durchbrochenen Gittern versehen.
Die gestalteten Oberflächen gelten als ein „offenes Buch“. So sind die aus Marmor gestalteten steinernen Basen der Pfeiler mit Kartuschen mit Versen des choresmischen Dichters Muhammad Reza Agachi (1809 bis 1874), welche Episoden aus der Geschichte der Khane Chiwas erzählen, verziert. Künstlerische Meisterstücke sind auch die hölzernen Pfeiler selbst, deren Schnitzereien eine große Vielfalt an Formen und ornamentalen Stilen aufweisen. So sind die zylindrischen Holzpfeiler mit Pflanzenornamenten und Zonen mit Koransprüchen und islamischen Segenswünschen verziert. Die Ornamentik der Säulen, auf denen das Dach ruht, ist in diesem Zusammenhang nicht nur bloßes Dekor, sondern erfüllt auch eine Schutzfunktion als eine Art spirituelles Amulett des Hauses.